# ميشيل غوموند
ميشيل غوموند هو سياسي كندي، ولد في 26 ديسمبر 1953 في ساغينيه في كندا، وتوفي في 19 يناير 2015 في بواشاتل في كندا بسبب نوبة قلبية. نشط حزبياً في الكتلة الكيبيكية.

## مناصب
- في الانتخابات الاتحادية الكندية 2008 [الإنجليزية]‏، انتخب عضو مجلس العموم الكندي عن دائرة Beauport—Côte-de-Beaupré—Île d'Orléans—Charlevoix [الإنجليزية]‏ وقد انضم خلال فترته النيابية [الإنجليزية]‏ (14 أكتوبر 2008 – 1 مايو 2011) للكتلة البرلمانية الكتلة الكيبيكية.
- انتخب عضو مجلس العموم الكندي عن دائرة Beauport—Côte-de-Beaupré—Île d'Orléans—Charlevoix [الإنجليزية]‏ وقد انضم خلال فترته النيابية [الإنجليزية]‏ للكتلة البرلمانية الكتلة الكيبيكية.
- انتخب عضو مجلس العموم الكندي عن دائرة Beauport—Côte-de-Beaupré—Île d'Orléans—Charlevoix [الإنجليزية]‏ وقد انضم خلال فترته النيابية [الإنجليزية]‏ للكتلة البرلمانية الكتلة الكيبيكية.
- انتخب عضو مجلس العموم الكندي عن دائرة Montmorency (federal electoral district) [الإنجليزية]‏ وقد انضم خلال فترته النيابية [الإنجليزية]‏ للكتلة البرلمانية الكتلة الكيبيكية.
- انتخب عضو مجلس العموم الكندي عن دائرة Montmorency (federal electoral district) [الإنجليزية]‏ وقد انضم خلال فترته النيابية [الإنجليزية]‏ للكتلة البرلمانية الكتلة الكيبيكية.